# 韋爾冰川
66°4′S 64°42′W / 66.067°S 64.700°W
韋爾冰川是南極洲的冰川，位於葛拉漢地西岸，全長15公里，最終注入巴里拉里灣的南部，由讓-巴蒂斯特·夏古率領的法國探險隊發現。